# کمونیسم چپ
کمونیسم چپ یا چپ کمونیست، موضعی است که جناح چپ کمونیسم در اختیار دارد، که از ایده‌ها و عملکردهای سیاسی مورد حمایت مارکسیست - لنینیست‌ها و سوسیال دموکرات‌ها انتقاد می‌کند. کمونیست‌های چپ مواضعی را مطرح می‌کنند که مارکسیست‌تر از نظرات مارکسیسم - لنینیسم مورد حمایت بین‌الملل کمونیست پس از بولشوییزاسیون توسط جوزف استالین و در طی دومین کنگره خود هستند.
به‌طور کلی، دو جریان کمونیسم چپ یعنی چپ ایتالیایی و هلندی-آلمانی وجود دارد. چپ کمونیست در ایتالیا در طی جنگ جهانی اول در سازمان‌هایی مانند حزب سوسیالیست ایتالیا و حزب کمونیست ایتالیا شکل گرفت. چپ ایتالیایی خود را ذاتاً لنینیستی می داند، اما مارکسیسم - لنینیسم را به عنوان نوعی فرصت طلبی بورژوایی که در اتحاد جماهیر شوروی تحت سلطه استالین تحقق یافت، محکوم می‌کند. چپ ایتالیایی در حال حاضر در سازمانهایی مانند حزب کمونیست انترناسیونالیست (باتاگلیا کمونیستا) و حزب کمونیست بین‌المللی تجسم یافته‌است. چپ هلند و آلمان قبل از حکومت استالین از ولادیمیر لنین جدا شد و از یک نظر قاطعانه مارکسیستی کمونیستی و مارکسیسم لیبرترین در مقابل چپ ایتالیا حمایت می‌کند که بر نیاز به یک حزب انقلابی بین‌المللی تأکید می‌کند.
کمونیسم چپ با اکثر اشکال دیگر مارکسیسم در این باور که کمونیست‌ها نباید در پارلمان‌های بورژوازی شرکت کنند، متفاوت است و برخی مخالف شرکت در اتحادیه‌های کارگری محافظه کار هستند. با این حال، بسیاری از کمونیست‌های چپ در انتقاد از بلشویک اختلاف نظر داشتند. کمونیست‌های شورا بلشویک‌ها را به دو دلیل عملکردهای حزب نخبه گرا مورد انتقاد قرار دادند و بر تشکیلات خودمختار طبقه کارگر بدون احزاب سیاسی تأکید کردند.
اگرچه او در سال ۱۹۱۹ قبل از اینکه چپ کمونیست به عنوان جریان متمایز ظاهر شود، کشته شد، رزا لوکزامبورگ بر اکثر کمونیست‌های چپ تأثیر زیادی گذاشته‌است. طرفداران کمونیسم چپ عبارتند از: آمادئو بوردیگا، اونوراتو دامن، ژاک کاماته، هرمان گورتر، آنتونی پانکوک، اوتو روهله، سیلویا پانکهورست و پل ماتیک.

## تاریخچه و مروری اولیه
دو سنت عمده را می‌توان در کمونیسم چپ یعنی جریان هلندی - آلمانی و جریان ایتالیایی مشاهده کرد. مواضع سیاسی این سنت‌ها مخالف جبهه‌های مردمی، انواع مختلف ملی‌گرایی و جنبش‌های آزادی ملی و پارلمانتاریسم است.
ریشه‌های تاریخی کمونیسم چپ از جنگ جهانی اول ناشی می‌شود. بیشتر کمونیست‌های چپ از انقلاب اکتبر در روسیه حمایت می‌کنند، اما نگاه انتقادی به توسعه آن را حفظ می‌کنند. با این حال، برخی از جریانات هلندی - آلمانی در سالهای بعد این عقیده را که انقلاب ماهیتی پرولتری یا سوسیالیستی دارد، رد می‌کنند و معتقدند که این انقلاب صرفاً با ایجاد یک نظام سرمایه‌داری دولتی، وظایف انقلاب بورژوازی را انجام داده‌است.
کمونیسم چپ برای اولین بار به عنوان یک جنبش مشخص در حدود سال ۱۹۱۸ مورد توجه قرار گرفت. ویژگی‌های اساسی آن تأکید بر نیاز به ایجاد یک حزب کمونیست یا شورای کارگری کاملاً جدا از عناصر اصلاح طلب و مرکزگرا بود که «به پرولتاریا خیانت کردند»، مخالفت با همه، اما محدودترین مشارکت در انتخابات و تأکید بر ستیزه‌جویی. جدا از این، اشتراکات کمی بین دو بال وجود داشت. فقط ایتالیایی‌ها برای مدت کوتاهی نیاز به کار انتخاباتی را پذیرفتند که مدت کوتاهی با آن مخالفت کردند و باعث خشم بروز ولادیمیر لنین در کتاب کمونیسم چپ: یک اختلال شیرخوارگی شد.

## کمونیسم چپ روسیه
بلشویسم چپ در سال ۱۹۰۷ ظهور کرد در حالی که گروه Vpered استبداد و پارلمانتاریسم ادراک شده ولادیمیر لنین را به چالش می‌کشید. در این گروه الکساندر بوگدانف، ماکسیم گورکی، آناتولی لوناچارسکی، میخائیل پوکرووسکی، گریگوری الکسینسکی، استانیسلاو ولسکی و مارتین لیادوف حضور داشتند. اوتسوویست‌ها یا فراخوان‌ها طرفدار فراخوان نمایندگان حزب سوسیال دموکرات کارگری روسیه از دومای سوم بودند. بوگدانف و متحدانش، لنین و احزابش را به ارتقا لیبرال دموکراسی از طریق «پارلمانتاریسم به هر قیمت» متهم کردند.
در سال ۱۹۱۸، جناحی در درون حزب کمونیست روسیه به نام کمونیست‌های چپ به‌وجود آمد که با امضای پیمان صلح برست-لیتوفسک با آلمان شاهنشاهی مخالف بود. کمونیست‌های چپ خواهان انقلاب بین‌المللی پرولتری در سراسر جهان بودند. در آغاز، رهبر این فراکسیون نیکولای بخارین بود. آنها برای جنگ انقلابی علیه قدرتهای مرکزی ایستادند. با حق تعیین سرنوشت ملتها مخالفت کردند (به ویژه در مورد لهستان از آنجا که لهستانی‌های زیادی در این گروه کمونیست بودند و آنها نمی‌خواستند یک دولت سرمایه‌داری لهستان تأسیس شود). و آنها عموماً در مورد احتمالات انقلاب اجتماعی در آن زمان موضع داوطلبانه داشتند.
آنها شروع به انتشار روزنامه کمونیست که انتقادی از مسیری را که بلشویک‌ها در آن قدم می‌گذارند ارائه می‌دادند. آنها علیه بوروکراتیک سازی بیش از حد دولت استدلال کردند و همچنین استدلال کردند که مالکیت کامل دولت بر ابزار تولید باید با سرعتی سریعتر از آنچه لنین می‌خواست پیش رود.
کمونیست‌های چپ کم رنگ شدند چون موج انقلابی جهان در جنگ جویی خاموش شد زیرا لنین شخصیتی بیش از حد قوی نشان داده بود. آنها همچنین از زمان جناح راست شدن موقعیت او بخارین را به عنوان یک شخصیت برجسته از دست دادند تا اینکه سرانجام با لنین به توافق رسید. در بحث‌های داخلی که شکست خوردند، آنها حل شدند. چند گروه بسیار کمونیست چپ کمونیست در چند سال آینده در داخل جمهوری فدراتیو سوسیالیستی روسیه شوروی ظاهر شدند، اما بعداً قربانی سرکوب توسط دولت شدند. از بسیاری جهات، مواضع کمونیست‌های چپ توسط جناح مخالف کارگران و گروه کارگران گاوریل میاسنیکوف از حزب کمونیست روسیه و تا حدودی توسط دسیست‌ها به ارث رسید.

## کمونیسم چپ ایتالیایی تا سال ۱۹۲۶
کمونیست‌های چپ ایتالیا در مرحله بعدی توسعه خود، کمونیست چپ نامیده شدند، اما هنگامی که حزب کمونیست ایتالیا (PCd'I) تأسیس شد، اعضای آن در واقع نمایندگی اکثریت کمونیستها در آن کشور بودند. این نتیجه یک فراکسیون ممتنع کمونیست حزب سوسیالیست ایتالیا (PSI) بود که از سایر بخشهای PSI پی برده بود، زیرا آنها باید یک حزب جداگانهٔ کمونیست تشکیل دهند که اصلاح طلبان را شامل نمی‌شود. این به آنها مزیت بزرگی نسبت به بخشهای PSI می‌داد که به دنبال شخصیت‌هایی مانند Giacinto Menotti Serrati و آنتونیو گرامشی برای رهبری بودند. این نتیجه بی صبری انقلابی رایج در زمانی بود که انتظار می‌رفت در آینده ای نزدیک انقلاب، به معنای محدود تلاش شورشیان برای به دست گرفتن قدرت، توسعه یابد.
تحت رهبری آمادئو بوردیگا چپ‌ها باید کنگره PCd'I را تا کنگره لیون ۱۹۲۶ کنترل می‌کردند. در این دوره، ستیزه‌جویان PCd'I خود را از کارگران اصلاح طلب و دیگر ستیزه‌جویان ضد فاشیست منزوی می‌دانند. در یک مرحله، هنگامی که به شبه نظامیان کمونیست دستور داده شد تا سازمانهای دفاعی را کنترل کنند که کاملاً تحت کنترل حزب نبودند، این انزوا عمیق شد. این تاکتیکهای فرقه ای موجب نگرانی در رهبری انترناسیونال کمونیست و منجر به ایجاد مخالفتی در درون PCD'I خود شد. سرانجام، این دو عامل منجر به جابجایی بوردیگا از سمت خود به عنوان دبیر اول و جایگزینی او با گرامشی شد. تا آن زمان، بوردیگا در یک زندان فاشیست بود و قرار بود تا سال ۱۹۵۲ در خارج از سیاست سازمان یافته باقی بماند. توسعه جناح کمونیست چپ توسعه جریان بوردیگیست نبود (همان‌طور که اغلب به تصویر کشیده می‌شود).
سال ۱۹۲۵ برای چپ ایتالیایی نقطه عطفی بود زیرا سالی بود که به اصطلاح بولشوییزاسیون در بخشهای انترناسیونال کمونیست اتفاق افتاد. این طرح برای از بین بردن تمام انحرافات سوسیال دموکراتیک از انترناسیونال کمونیست و توسعه آنها در خطوط بلشویکی یا حداقل در امتداد آنچه گریگوری زینوویف، دبیر انترناسیونال کمونیست، خطوط بلشویکی می‌دانست، طراحی شد. در عمل، این به معنای ساختارهای بوروکراتیک از بالا به پایین بود که در آن اعضا توسط رهبری تأیید شده توسط کمیته اجرایی انترناسیونال کمونیست (ECCI) کنترل می‌شدند. در ایتالیا، این بدان معنا بود که رهبری که قبلاً در دست بوردیگا بود به بدنه ای اعطا می‌شد که با پیوستن اقلیت Serrati-Maffi به PSI به PCd'I به وجود آمد، اگرچه گروه بوردیگا اکثریت داشتند. رهبری جدید توسط بوردیگا پشتیبانی شد، وی اراده بین‌الملل کمونیست را به عنوان یک مرکزگرا پذیرفت.
با این وجود، بوردیگا از درون با ECCI جنگید تا مقاله ای از وی که برای مواضع لئون تروتسکی در مورد موضوعات مورد اختلاف روسیه مطلوب بود سرکوب شود. در همین حال، بخشهایی از چپ با انگیزه Onorato Damen کمیته انتانت را تشکیل دادند. به این کمیته دستور داده شد که خود رهبری که اکنون توسط گرامشی رهبری می‌شود، منحل شود و این تنها مخالف مواضع بوردیگا بود که پس از یک کار جذب موفق به اعتبار رسیده بودند. با برگزاری کنگره حزب در سال ۱۹۲۶ در لیون، تاجگذاری شده توسط پایان‌نامه‌های مشهور گرامشی در لیون، اکثریت چپ اکنون شکست خوردند و البته به اقلیت حزب تبدیل شدند. با پیروزی فاشیسم در ایتالیا، بوردیگا به زندان افتاد. هنگامی که بوردیگا با رای مخالف تروتسکی در گروه PCd'I زندان مخالفت کرد، وی در سال ۱۹۳۰ از حزب اخراج شد. او سالها بعد از این موضع عدم دخالت در سیاست را گرفت. پیروزی فاشیسم ایتالیا همچنین بدان معنی بود که چپ ایتالیایی وارد فصل جدیدی از توسعه خود می‌شود، اما این بار در تبعید.

## کمونیسم چپ هلندی – آلمانی تا سال ۱۹۳۳
کمونیسم چپ در هر دو کشور با هم پدیدار شد و همیشه بسیار نزدیک بود. از جمله نظریه پردازان برجسته جنبش قدرتمندتر آلمان، آنتونی پانه کوک و هرمان گورتر و فعالان آلمانی پس از به قدرت رسیدن نازی‌ها در سال ۱۹۳۳ در هلند پناهنده شدند. انتقاد از اصلاح طلبی سوسیال دموکراتیک را می‌توان قبل از جنگ جهانی اول جستجو کرد زیرا در هلند یک جناح انقلابی سوسیال دموکراسی حتی قبل از جنگ از حزب اصلاح طلب جدا شده بود و با فعالان آلمانی ارتباط برقرار کرده بود. تا سال ۱۹۱۵ حزب ضد ملی سوسیالیست توسط فرانتس پففرت تأسیس شد و به دی اکتیون مرتبط بود. پس از آغاز انقلاب آلمان در سال ۱۹۱۸، می‌توان حال و هوای چپ را در میان بخشهای احزاب کمونیست هر دو کشور پیدا کرد. در آلمان، این امر پس از اخراج شخصیت‌های برجسته آن از حزب کمونیست آلمان (KPD) توسط پاول لوی، مستقیماً به تأسیس حزب کارگران کمونیست آلمان (KAPD) منجر شد. این تحول در هلند و در مقیاس کوچکتر در بلغارستان، جایی که جنبش کمونیستی چپ برای تقلید از آلمان منعکس شد.
KAPD هنگام تأسیس آن، ده‌ها هزار انقلابی را شامل می‌شود. با این وجود، طی چند سال از هم پاشیده و عملاً منحل شد. دلیل آن این بود که این اساس بر اساس خوش‌بینی انقلابی و یک خلوص بود که آنچه را که به عنوان جبهه بینی شناخته می‌شد، رد می‌کرد. جبهه گرایی مستلزم کار در همان سازمان‌های کارگران اصلاح طلب بود. KAPD در زمانی که تصور می‌شد انقلاب یک واقعه قریب‌الوقوع است و صرفاً هدفی نیست که هدف آن باشد، چنین کاری توسط KAPD مفید نبود. این باعث شد اعضای KAPD کار در اتحادیه‌های کارگری سنتی را به نفع تشکیل اتحادیه‌های انقلابی خودشان رد کنند. این اتحادیه‌ها که اصطلاحاً آنها را از اتحادیه‌های کارگری رسمی متمایز می‌کند، ۸۰ هزار عضو در سال ۱۹۲۰ داشتند و در سال ۱۹۲۱ با ۲۰۰ هزار عضو به اوج خود رسیدند، پس از آن به سرعت کاهش یافتند. آنها همچنین از نظر سازمانی از ابتدا تقسیم شده بودند، با اتحادیه‌های مرتبط با KAPD AAU-D و کسانی که در ساکسونی در اطراف Otto Rhhle بودند که مخالف تصور یک حزب به نفع سازمان یک طبقه واحد به عنوان AAU-E بودند.
KAPD قادر به رسیدن به حتی کنگره تأسیس آن قبل از درد و رنج برای اولین بار تقسیم آن زمانی که به اصطلاح گرایش بلشویک ملی در اطراف بود فریتز Wolffheim و هاینریش لاوفنبرگ (Laufenberg) ظاهر شد (این گرایش هیچ ارتباطی با گرایش‌های سیاسی مدرن در روسیه نیز به همین نام). به‌طور جدی تر، KAPD به دلیل عدم ایجاد ساختارهای ماندگار، خیلی سریع پشتیبانی خود را از دست داد. این امر همچنین منجر به مشاجرات داخلی شد و حزب در واقع به دو گرایش رقابتی معروف به گرایش‌های اسن و برلین برای مورخان چپ تقسیم شد. کمونیست کارگران بین‌المللی (KAI) که به تازگی تأسیس شده‌است، دقیقاً در همان خطوطی از حزب کوچک کارگر کمونیست بلغارستان تقسیم شده‌است. تنها وابستگان دیگر KAI حزب کمونیست کارگران انگلیس به رهبری سیلویا پانکهورست، حزب کمونیست کارگران هلند (KAPN) در هلند و گروهی در روسیه بودند. AAU-D در همان خطوط تقسیم شد و به عنوان یک گرایش واقعی در کارخانه‌ها به سرعت متوقف شد.

## کمونیسم چپ و انترناسیونال کمونیست
کمونیست‌های چپ به‌طور کلی از تصرف قدرت بلشویکی در انقلاب اکتبر حمایت می‌کردند و امیدهای زیادی به تأسیس انترناسیونال کمونیست یا همان کمینترن داشتند. در حقیقت، آنها اولین ارگان تشکیل شده توسط کمینترن را برای هماهنگی فعالیت‌های خود در اروپای غربی، دفتر آمستردام ، کنترل کردند. با این وجود، این فقط یک مختصر مختصر بود و دفتر آمستردام هرگز به عنوان یک نهاد رهبری برای اروپای غربی همان‌طور که در ابتدا در نظر گرفته شده بود، عمل نکرد. دفتر وین کمینترن نیز ممکن است به عنوان کمونیست چپ طبقه‌بندی شود، اما پرسنل آن نباید به هیچ‌یک از دو جریان تاریخی تشکیل دهنده کمونیسم چپ تبدیل شوند. در عوض، دفتر وین ایده‌های فوق‌العاده چپ اولین دوره در تاریخ کمینترن را پذیرفت.
کمونیست‌های چپ از انقلاب روسیه حمایت می کردند، اما روش‌های بلشویک را قبول نمی‌کردند. بسیاری از سنتهای هلندی - آلمانی انتقاد روزا لوکزامبورگ را همان‌طور که در مقاله پس از مرگ وی با عنوان انقلاب روسیه منتشر شد، پذیرفتند. در این مقاله، او موضع بلشویکی در مورد توزیع زمین به دهقانان و حمایت آنها از حق تعیین سرنوشت ملت‌ها را رد کرد که به دلیل فرسوده بودن تاریخ آن را رد کرد. کمونیست‌های چپ ایتالیا در آن زمان هیچ‌یک از این انتقادها را نپذیرفتند و هر دو جریان متحول می‌شوند.
تا حدی قابل توجه، جدال شناخته شده کمونیسم جناح چپ لنین : یک اختلال شیرخوارگی حمله به ایده‌های جریان‌های نوظهور کمونیست چپ است. هدف اصلی وی بحث درگیری با جریاناتی بود که به سمت تاکتیک‌های انقلابی خالص حرکت می‌کردند و به آنها نشان می‌داد که می‌توانند بر اساس اصول کاملاً انقلابی باقی بمانند و از انواع تاکتیک‌ها استفاده می‌کنند؛ بنابراین، لنین از استفاده از پارلمانتاریسم و کار در اتحادیه‌های کارگری رسمی دفاع کرد.
از آنجایی که شورش کرونشتات در زمانی رخ داد که بحث در مورد تاکتیک‌ها هنوز در کمینترن ادامه داشت، به اشتباه توسط برخی از مفسران کمونیستی باقی مانده‌است. در حقیقت، جریان‌های کمونیست چپ هیچ ارتباطی با این شورش نداشتند، اگرچه وقتی از آن مطلع شدند برای حمایت از آن تجمع کردند. در سالهای بعد، به ویژه سنت آلمان و هلند سرکوب شورش را به عنوان نقطه عطف تاریخی تکامل دولت روسیه پس از اکتبر ۱۹۱۷ می‌دانست.

## کمونیسم چپ ایتالیایی ۱۹۲۶–۱۹۳۹
پس از سال ۱۹۲۶، کمونیسم چپ ایتالیا در تبعید و بدون مشارکت بوردیگا شکل گرفت. ارتباطات بین ایتالیایی‌ها و آلمانی‌ها در فرانسه برقرار شده بود و توسعه یافته بود، اما چپ ایتالیایی فشارهای KAPD در سازماندهی کارخانه را مانند ایده‌های L'Ordine Nuovo گرامشی می‌دانست و بنابراین تماس نزدیکتر را رد کرد. تلاش برای کار با گروه پیرامون کارل کورش نیز ناکام ماند. جناح چپ PCd'I به‌طور رسمی در ژوئیه ۱۹۲۷ توسط تعدادی از مبارزان جوان تأسیس شد. این گروه جدید در فرانسه، بلژیک و ایالات متحده عضو بودند و مروری را با عنوان Prometeo منتشر کردند. در سال ۱۹۲۸ تخمین زده شد که حداکثر ۲۰۰ شبه نظامی داشته باشد، اما به نظر می‌رسد در حالی که هرگز بیش از ۱۰۰ شبه نظامی در هر زمان فعال نبوده، در واقع نفوذ آن بسیار بیشتر بوده‌است. با این حال ، کنترل دستگاه PCd'I توسط استالینیست‌ها به این معنی بود که تلاش برای رسیدن به سایر تبعیدی‌ها تقریباً غیرممکن بود و آنها دوباره به کارهای دایره ای کوچک هدایت شدند.
جناح چپ ایتالیا برای بقیه دهه ۱۹۳۰ به رهبری اوتورینو پرون (با نام مستعار Vercesi نیز شناخته می‌شد) بود، اگرچه به شدت با کیش شخصیتی که در این سالها در کمینترن در اطراف جوزف استالین در حال رشد بود مخالف بود و مقاومت مشابهی داشت فشارها در سازمان خود. این جناح در فرانسه، بلژیک و ایالات متحده عضو بود، اما تعداد بسیاری از افراد در ایتالیا که به نظر می‌رسیدند مشخص نیست، زیرا همه فعالیت‌های کمونیستی در آنجا توسط دولت فاشیست به زیر زمین رانده شده‌است. فعالیت اصلی جناح در این سالها انتشار مطبوعات آن بود که متشکل از مقاله Prometeo و مجله Bilan بود. این بخش با تأسیس به عنوان یک گروه، به دنبال هم اندیشان بین‌المللی نیز بود. آنها با دیدن مخالفت چپ بین‌المللی به رهبری لئون تروتسکی به عنوان اصلی در جنبش کمونیست غیر استالینیست، آنها خواستار تماس با آن شدند. اگرچه توافق در مورد اصول اساسی غیرممکن بود، این تماس‌ها قطع می‌شد.
فاصله سیاسی بین جناح و دیگر جریانات کمونیستی در طول دهه ۱۹۳۰ عمیق‌تر خواهد شد، زیرا این جناح خود را مخالف با تاکتیک‌های مخالفت چپ برای گسترش حمایت خود اعلام کرد (به عنوان مثال، این جناح مخالفت خود را با ادغام با گروه‌های مرکزگرا، مخالفت با ورود به این کشور و به زودی). همیشه با تاکتیک جبهه متحد کمینترن مخالف بود، اکنون این جناح پس از ۱۹۳۳ کاملاً مخالف جبهه مردمی اعلام شد. مانند تروتسکیست‌ها، شکست حزب کمونیست آلمان در برابر فاشیسم را شکست تاریخی خود دانست و از تاریخ کنگره ۱۹۳۵ که در بروکسل برگزار شد، خود را بخشی از این حزب دانست.
جناح چپ منزوی شد و تلاش کرد متحدان خود را در محیط گروه‌های چپ جنبش تروتسکیستی کشف کند. به‌طور معمول، این بحث‌ها به جایی نرسید، اما آنها توانستند از Ligue des کمونیست انترناسیونالیست (LCI) در بلژیک، گروهی که از تروتسکیسم جدا شده بودند، استخدام کنند. همچنین یک رابط آزاد با گروه‌های کمونیست شورایی در هلند و به ویژه با GIK حفظ شد. با این حال، وقتی کودتای فاشیستی در اسپانیا منجر به انقلاب و جنگ داخلی شد، این بحث‌ها به پس زمینه رانده شد.
بلافاصله پس از شروع جنگ داخلی، اقلیتی در جناح چپ ظاهر شدند که اعضای آن به دنبال شرکت در حوادث اسپانیا بودند. این اقلیت، از جمله اعضای قدیمی این فراکسیون، حدود ۲۶ مبارز را تشکیل می‌داد که عمدتاً متعلق به فدراسیون فراکسیون پاریس بودند. آنها برای ثبت نام در شبه نظامیان کارگری به بارسلونا سفر کردند و پس از یک جلسه بی‌نتیجه در ماه سپتامبر با هیئت نمایندگان فراکسیون به خانه، آنها را اخراج کردند. مشکل فراکسیون این بود که پشتیبانی نظامی که توسط این اقلیت به نیروهای جمهوری‌خواه ارائه می شد، با پشتیبانی سیاسی همراه بود (به این دلیل که اقلیت آرزو داشت اعتصابات بین کارگران وفادار را به نام پیروزی نظامی علیه فاشیسم متوقف کند). طبق این کسر، حتی در مبارزه با فاشیسم هیچ حمایتی از یک دولت بورژوازی نمی‌توان کرد.
مسئله اسپانیا LCI بلژیک را مجبور کرد مواضع خود را روشن کند و در نتیجه بحث در صفوف آن اختلاف ایجاد شد. در کنفرانس خود در فوریه ۱۹۳۷، اقلیتی از LCI به رهبری میچل از مواضع چپ ایتالیایی دفاع کردند و اخراج شدند. اگرچه تعداد آنها کمتر از ده بود، آنها یک بخش بلژیکی از چپ کمونیست تشکیل دادند. در این مرحله بود که چپ ایتالیایی از گروهی به نام Grupo de Trabajadores در مکزیک با موقعیتهای بسیار مشابه موقعیت خود مطلع شد. آن را Paul Kirchhoff رهبری می‌کرد و جنبش تروتسکیست مکزیک را ترک کرده بود. کرچف قبلاً عضو حزب کمونیست در آلمان و سپس تروتسکیست در ایالات متحده بوده‌است، اما به نظر می‌رسد که گروه کوچک او با شروع جنگ در سال ۱۹۳۹ ناپدید شده‌اند. در اوایل سال ۱۹۳۸، بخشهای ایتالیایی و بلژیکی دفتر بین‌المللی بخشهای چپ را تشکیل دادند که مروری را با نام Octobre منتشر کرد.
در این دوره، چپ ایتالیایی همچنین تعدادی از مواضع را که فکر می‌کرد منسوخ شده‌اند، بررسی کرد. آنها ایده تعیین سرنوشت ملی را رد کردند و شروع به توسعه دیدگاه‌های خود در مورد اقتصاد جنگ و انحطاط سرمایه‌داری کردند. بیشتر این کار توسط Vercesi انجام شد، اما میچل از گروه بلژیکی نیز یکی از چهره‌های اصلی کار بود. شاید چشمگیرترین، آنها همچنین درک خود را از انقلاب روسیه و دولتی که از آن به وجود آمده‌است، مرور کردند. سرانجام، آنها به این بحث پرداختند که دولت روسیه در اواخر دهه ۱۹۳۰ سرمایه‌داری است و قرار نیست از آن دفاع شود. به‌طور خلاصه، آنها معتقد بودند که نیاز به یک انقلاب جدید است.

## ۱۹۳۹–۱۹۴۵
بسیاری از جریانات کوچک در چپ احزاب کمونیست توده ای در آغاز جنگ جهانی دوم فروپاشیدند و کمونیست‌های چپ نیز در ابتدا ساکت بودند. علی‌رغم اینکه جنگ را به وضوح بیش از برخی دیگر از جناح‌ها پیش‌بینی کرده بود، اما هنگامی که این جنگ آغاز شد، غرق شد. بسیاری توسط نازیسم آلمان یا فاشیسم ایتالیایی مورد آزار و اذیت قرار گرفتند. شبه نظامیان برجسته چپ کمونیست مانند میچل، که یهودی بود، قرار بود در اردوگاه کار اجباری بوخنوالد بمیرند.
در همین حال، گروه‌های کمونیستی شورای نهایی در آلمان در بحبوحه نابودی ناپدید شده بودند و گروه کمونیست بین‌المللی (GIK) در هلند رو به وخامت بود. سابق میانه گروه به رهبری هنک Sneevliet (به سوسیالیست انقلابی حزب کارگران، RSAP) خود را به تبدیل جبهه مارکس-لنین-لوکزامبورگ. در آوریل ۱۹۴۲، رهبری آن توسط گشتاپو دستگیر و کشته شد. فعالان باقیمانده سپس به دو اردوگاه تقسیم شدند زیرا برخی به تروتسکیسم متشکل از کمیته مارکسیستهای انقلابی (CRM) روی آوردند درحالی‌که اکثریت کمونیست باند-اسپارتاکوس را تشکیل دادند. گروه دوم به کمونیسم شورایی روی آوردند و اکثر اعضای GIK به آنها پیوستند.
در سال ۱۹۴۱، بخش ایتالیایی در فرانسه سازماندهی مجدد شد و همراه با هسته جدید فرانسه از حزب کمونیست با ایده‌هایی که این جناح از سال ۱۹۳۶ تبلیغ کرده بود، یعنی ناپدید شدن اجتماعی پرولتاریا و جنگهای محلی و غیره، در تضاد قرار گرفت. دفاع از این ایده‌ها توسط ورسی در بروکسل ادامه یافت. به تدریج، جناح‌های چپ مواضع ناشی از کمونیسم چپ آلمان را اتخاذ کردند. آنها این تصور را که دولت روسیه به نوعی پرولتری باقی مانده‌است کنار گذاشتند و همچنین برداشت ورسی از جنگهای محلی را به نفع ایده‌های امپریالیسم با الهام از روزا لوکزامبورگ کنار گذاشتند. مشارکت ورسیسی در کمیته صلیب سرخ نیز به شدت مورد مناقشه قرار گرفت.
اعتصاب در FIAT در اکتبر ۱۹۴۲ تأثیر زیادی در بخش ایتالیا داشت، که با سقوط رژیم موسولینی در ژوئیه ۱۹۴۳ عمیق‌تر شد. بخش ایتالیا اکنون وضعیت پیش از انقلاب در ایتالیا را آغاز کرد و آماده مشارکت در انقلاب آینده شد. در سال ۱۹۴۳، حزب کمونیست انترناسیونالیست توسط Onorato Damen و Luciano Stefanini، و دیگران ایجاد شد. در سال ۱۹۴۵ این حزب ۵۰۰۰ عضو در سراسر ایتالیا داشت و برخی از طرفداران آنها در فرانسه، بلژیک و ایالات متحده بود. این مانیفست چپ کمونیست را به پرولتاریای اروپا منتشر کرد که در آن کارگران را به جنگ طبقاتی قبل از جنگ ملی فرا می‌خواند.
در فرانسه، احیا شده توسط مارکو در مارسی، بخش ایتالیایی اکنون با بخش فرانسوی جدید که به‌طور رسمی در دسامبر ۱۹۴۴ در پاریس تأسیس شد، نزدیک بودند. با این حال، در ماه مه ۱۹۴۵، بخش ایتالیایی، که بسیاری از اعضای آن قبلاً به ایتالیا بازگشته بودند، به انحلال خود رای داد تا مبارزان آن بتوانند خود را به عنوان افراد در حزب کمونیست انترناسیونالیست ادغام کنند. کنفرانسی که در آن این تصمیم اتخاذ شد نیز از به رسمیت شناختن بخش فرانسوی امتناع ورزید و مارکو را از گروه آنها اخراج کرد.
این منجر به انشعاب در بخش فرانسوی و تشکیل Gauche Communiste de France توسط کسر فرانسوی به رهبری مارکو شد. تاریخچه این حزب متعلق به دوران پس از جنگ است. در همین حال، اعضای سابق فراکسیون فرانسه که با Vercesi و حزب کمونیست انترناسیونالیست همدرد بودند، فراکسیون جدیدی در فرانسه تشکیل دادند که مجله L'Etincelle را منتشر کرد و در پایان سال ۱۹۴۵ توسط اقلیت قدیمی این بخش که به اتحادیه کمونیست در دهه ۱۹۳۰ پیوسته بود، پیوست.
یکی دیگر از تحولات در طول سالهای جنگ در این مرحله قابل ذکر است. گروه کوچکی از شبه نظامیان آلمانی و اتریشی در این سالها به مواضع کمونیست چپ نزدیک شدند. این ستیزه‌جویان جوان که به عنوان سازمان کمونیست انقلابی شناخته می‌شوند، در آغاز جنگ جهانی دوم از نازیسم تبعید شده در فرانسه بودند و از اعضای جنبش تروتسکیست بودند، اما آنها با تشکیل انترناسیونال چهارم در سال ۱۹۳۸ مخالفت کرده بودند به این دلیل که زودرس آنها از اعتبار کامل نمایندگان رد شدند و فقط در روز بعد در کنفرانس مؤسس جوانان بین‌المللی پذیرفته شدند. آنها سپس به کمیسیون ارتباط بین‌المللی هوگو اوهلر برای بین‌الملل چهارم (کمونیست) پیوستند و در سال ۱۹۳۹ دارال مارکسیست را در آنتورپ منتشر می‌کردند.
با شروع جنگ، آنها نام کمونیست‌های انقلابی آلمان (RKD) را به خود گرفتند و در توافق با کتاب مضمون روسی آنته سیلیگا، روسیه را به عنوان سرمایه‌داری دولتی تعریف کردند. در این مرحله، آنها موضعی انقلابی شکست گرا در قبال جنگ اتخاذ کردند و تروتسکیسم را به دلیل دفاع انتقادی از روسیه (که توسط تروتسکیست‌ها به عنوان یک دولت کارگر منحط دیده می‌شد) محکوم کردند. پس از سقوط فرانسه، آنها دوباره با شبه نظامیان در محیط تروتسکیستی در جنوب فرانسه ارتباط برقرار کردند و برخی از آنها را در انقلابیون کمونیست در سال ۱۹۴۲ استخدام کردند. این گروه در سال ۱۹۴۳ به Fraternisation Proletarienne و سپس در ۱۹۴۴ به انقلابی‌ها معروف شدند. CR و RKD خودمختار و مخفی بودند، اما با سیاست مشترک همکاری نزدیک داشتند. جنگ هرچه روند خود را طی می‌کرد، آنها در جهت شورایی تکامل یافتند و در عین حال بیشتر و بیشتر با کارهای لوکزامبورگ همذات پنداری می‌کردند. آنها همچنین با فراکسیون چپ کمونیست فرانسه کار کردند و به نظر می‌رسد در پایان جنگ از هم پاشیده‌اند. بدون درنگ با دستگیری کارل فیشر، مبارز برجسته، که به اردوگاه کار اجباری بوخن والد اعزام شد، جایی که می‌خواست در نوشتن اعلامیه کمونیستهای انترناسیونالیست بوخنوالد هنگام آزادسازی اردوگاه شرکت کند، این تجزیه سرعت گرفت.

## ۱۹۴۵–۱۹۵۲
مراحل پایانی جنگ جهانی دوم همان‌طور که برای هر گرایش سیاسی دیگری نیز صادق بود، در تاریخ کمونیسم چپ یک حوضه آبریز بود. مانند تروتسکیست‌ها، کمونیست‌های چپ انتظار داشتند که جنگ حداقل با آغاز یک موج انقلابی مبارزه مانند آنچه که پایان جنگ جهانی اول را رقم زده بود، به پایان برسد. از این رو اعتصابات در ایتالیا از سال ۱۹۴۲ به بعد مورد توجه شدید آنها بود. بسیاری از کمونیست‌ها را که قبلاً در تبعید، زندان یا به دلیل سرکوب غیرفعال بودند، رها کردند و به فعالیت سیاسی فعال در ایتالیا بازگشتند. این نتیجه این شد که سازمان‌های جدیدی که با کمونیسم چپ شناخته می‌شوند به وجود آمده و سازمانهای قدیمی خود را منحل کردند.
اگر برای چپ ایتالیایی پایان جنگ شروع جدیدی را رقم زد، آن را برای چپ آلمانی-هلندی نیز انجام داد. اگرچه در آلمان چنین بود که سنت چپ کمونیست کاملاً خاموش شد، و فقط در قالب چند گروه پراکنده که دیدگاه‌های شورایی داشتند زنده ماند، اما با مقایسه فرانسه، با آغاز تلاش آگاهانه برای ایجاد ترکیبی از دو رشته کمونیسم چپ به شکل Gauche Communiste de France، که بر پایه مشارکتهای قبل از جنگ بنا شد.

## ۱۹۵۲–۱۹۶۸
سال ۱۹۵۲ پایان نفوذ توده ای از جانب کمونیسم چپ ایتالیا را نشان داد زیرا تنها نماینده باقی مانده آن، حزب کمونیست انترناسیونالیست، در دو بخش تقسیم شد: گروه تحت رهبری بوردیگا نام حزب کمونیست بین‌المللی را گرفت، در حالی که گروه اطراف دامن نام حزب کمونیست انترناسیونالیست. Gauche Communiste de France (GCF) در همان سال منحل شد. کمونیست‌های چپ از این نقطه به بعد تقریباً در دوره افول مداوم قرار گرفتند، اگرچه با وقایع ۱۹۶۸ تا حدودی جوان شدند.

## از سال ۱۹۶۸
قیامهای می ۱۹۶۸ منجر به افزایش مجدد علاقه به اندیشه‌های کمونیست چپ در فرانسه شد، جایی که گروه‌های مختلفی تشکیل می‌شدند و به‌طور منظم مجلات را منتشر می‌کردند تا اواخر دهه ۱۹۸۰ که علاقه کمرنگ شد. گرایشی به نام کمونیزاسیون در اوایل دهه ۱۹۷۰ توسط کمونیست‌های چپ فرانسوی ابداع شد و جریان‌های مختلف کمونیسم چپ را تلفیق کرد. امروز در محافل آزادی‌خواه مارکسیست و چپ کمونیست همچنان تأثیرگذار است. در خارج از فرانسه، گروه‌های کوچک کمونیستی چپ مختلف، عمدتاً در کشورهای پیشرو سرمایه‌داری ظهور کردند. در اواخر دهه ۱۹۷۰ و اوایل دهه ۱۹۸۰ باتاگلیا کمونیستا یک سری کنفرانس‌های چپ کمونیست را برای درگیر کردن این عناصر جدید که جریان کمونیست بین‌المللی نیز در آن شرکت داشت، آغاز کرد. در نتیجه این موارد، در سال ۱۹۸۳ دفتر بین‌المللی حزب انقلابی (بعداً به عنوان گرایش کمونیست انترناسیونالیست تغییر نام یافت) توسط باتاگلیا کمونیستا و سازمان کارگران کمونیست انگلیس تأسیس شد.
طرفداران برجسته کمونیسم چپ پس از سال ۱۹۶۸، پل متیک و ماکسیمیلین روبل را شامل می‌شوند. گروه‌های برجسته کمونیست چپ امروزه شامل حزب کمونیست بین‌الملل، جریان کمونیست بین‌الملل و گرایش کمونیست انترناسیونالیست هستند. علاوه بر گروه‌های کمونیست چپ در تبار مستقیم سنتهای ایتالیا و هلند، از سال ۱۹۶۸ تعدادی از گروه‌ها با مواضع مشابه شکوفا شده‌اند.

## برای مطالعهٔ بیشتر
- مارکسیسم غیر لنینیستی: نوشته‌هایی در شورای کارگران (۲۰۰۷) (شامل متن‌هایی از هرمان گورتر، آنتونی پانه کوک، سیلویا پانکهورست و اوتو روله). سن پترزبورگ، فلوریدا: ناشران قرمز و سیاه.شابک ‎۹۷۸−۰−۹۷۹۱۸۱۳−۶−۸شابک 978-0-9791813-6-8.
- Alexandra Kollontai: نویسنده منتخب. آلیسون و باسبی، ۱۹۸۴
- پانکوک ، آنتون. شوراهای کارگری AK Press، ۲۰۰۳. مقدمه نوام چامسکی
- جریان کمونیست بین‌الملل، که خود یک گروه کمونیست چپ است، یک سری مطالعات دربارهٔ آنچه که به عنوان پیشینه خود می‌داند، تولید کرده‌است. به‌طور خاص، کتاب در مورد جریان هلندی - آلمانی، که توسط فیلیپ بورینت (که بعداً از ICC خارج شد) است، شامل یک کتابشناسی جامع است.
  - کمونیست ایتالیایی چپ ۱۹۲۶–۱۹۴۵ (شابک ‎۱۸۹۷۹۸۰۱۳۲)
  - چپ کمونیست هلندی-آلمانی (شابک ‎۱۸۹۹۴۳۸۳۷۸)
  - چپ کمونیست روسیه، ۱۹۱۸–۱۹۳۰ (شابک ‎۱۸۹۷۹۸۰۱۰۸)
  - چپ کمونیست انگلیس، ۱۹۱۴–۱۹۴۵ (شابک ‎۱۸۹۷۹۸۰۱۱۶)
- همچنین جلد ۵ شماره ۴ بهار ۱۹۹۵ مجله Revolutionary History نیز مورد توجه است. «از طریق فاشیسم، جنگ و انقلاب: تروتسکیسم و کمونیسم چپ در ایتالیا».
- علاوه بر این، مطالب زیادی در اینترنت به زبان‌های مختلف منتشر شده‌است. یک نقطه شروع مفید مجموعه کمونیسم چپ است که در بایگانی اینترنتی مارکسیست‌ها منتشر شده‌است.